# Jane Rogers
Jane Rogers (* 21. Juli 1952 in London) ist eine britische Autorin, Drehbuchautorin, Lektorin und Lehrkraft an der University of Sheffield. Sie ist vor allem durch ihre Romane „Mr. Wroe's Virgins“ und „Die Tochter des Missionars“ bekannt geworden. 1994 wurde Rogers Fellow der Royal Society of Literature. Ihr letzter Roman, Das Testament der Jessie Lamb, wurde für den Man Booker Prize nominiert und gewann den Arthur C. Clarke Award.
Rogers ist die Mutter zweier Kinder und lebt in Lancashire.

## Werke
- Mr. Wroe's Virgins, 1991, ISBN 0-571-16528-1
- Meiner Mutter Haus, 2001, ISBN 3-442-75040-7, Island, 1999, ISBN 0-316-85153-1
- Die Tochter des Missionars, 2006, ISBN 3-442-73468-1, The Voyage Home, 2004, ISBN 0-316-72671-0
- Das Testament der Jessie Lamb, 2013, ISBN 3-453-31485-9, The Testament of Jessie Lamb, 2011, ISBN 0-85786-418-1

## Ehrungen
- 1994 – Fellow der Royal Society of Literature
- 2011 – Nominierung für den Man Booker Prize for Fiction (für Das Testament der Jessie Lamb, engl. The Testament of Jessie Lamb)
- 2012 – Gewinn des Arthur C. Clarke Awards (für Das Testament der Jessie Lamb)